# Eileen Brennan
Verla Eileen Regina Brennen (Los Ángeles, California; 3 de septiembre de 1932 - Burbank, California; 28 de julio de 2013) fue una actriz estadounidense, nominada a los Premios Óscar.
Se destacó en cine, teatro y televisión. Saltó a la fama gracias a su interpretación de la desagradable capitana Doreen Lewis en la película Private Benjamin, por la que recibió una nominación a los Premios Óscar como mejor actriz de reparto. Por otro lado en televisión recibió nominaciones al Globo de oro y a premios Emmy al participar en series como Newhart, Treintaytantos y Will y Grace.

## Biografía
Eileen Brennan era hija de Regina Menehan, actriz de películas mudas, y de John Gerald Brennen, un doctor. Fue criada bajo la religión católica.
En 1968 contrajo matrimonio con David John Lampson con quien tuvo sus dos hijos, y del cual se divorció en 1974. Uno de sus hijos es actor y el otro es cantante. Eileen Brennan fue una sobreviviente de cáncer de seno. A lo largo de su carrera sufrió muchos accidentes. Durante la producción de la obra Annie al caer del escenario, se fracturó la pierna izquierda. Tuvo un accidente automovilístico que le afectó casi todo su cuerpo y también tuvo una fuerte adicción a calmantes. También fue alcohólica.

### Carrera
Brennan estudió actuación en la Universidad de Georgia y en la Academia Americana de Artes Dramáticas. Poco después empezó su carrera apareciendo en obras de teatro, entre las que protagonizó destacan Arsenic and Old Lace, Little Mary Sunshine, The Student Gipsy y Hello, Dolly!.
Su primera aparición en filmes fue en la película de televisión de 1966 The Star Wagon, película acerca de una máquina del tiempo protagonizada por Dustin Hoffman. Debutó en el cine con la película Divorce American Style en 1967. En 1968 se incorporó a la serie Rowan & Martin's Laugh-in, en la cual solo trabajó durante dos meses.
Se ganó el reconocimiento al participar en la película El golpe, en donde interpretó a Billie, la confidente del estafador Henry Gondorf (interpretado por Paul Newman). Su talento captó la atención del director Peter Bogdanovich, quien le dio papeles de reparto en películas suyas como La última película, en 1971 (por la cual recibió una nominación a los premios BAFTA como mejor actriz de reparto), y Una señorita rebelde, la adaptación de la novela de Henry James Daisy Miller, en 1974. Cabe destacar que Bogdanovich utilizó los dos talentos de Brennan en sus películas, pues en At Long Last Love, demostró su potencial cantando y actuando. Con Bogdanovich, por lo general compartía créditos con actrices como Cybill Shepherd y Cloris Leachman.
Posteriormente, apareció en películas de corte cómico-detectivesco y comúnmente interpretaba personajes pícaros e incluso vulgares. Entre sus más destacadas intervenciones destacan Un cadáver a los postres (1976), The Cheap Detective (1978) y El juego de la sospecha (1985).
En 1981 tuvo una nominación al Oscar cuando interpretó a la terrible comandante Doreen Lewis en Private Benjamin. Repitió el mismo papel para la adaptación de televisión (1981-1983) por la cual ganó un premio Emmy como mejor actriz de reparto y un Globo de oro como mejor actriz. Durante el rodaje de la serie Brennan sufrió un terrible accidente automovilístico que la dejó incapacitada y se retiró de la actuación por unos años. El juego de la sospecha fue su gran regreso al cine en 1985 interpretando a la Sra. Peacock. En 1990 aparece en la película romántica Pasión sin barreras y en la secuela de La última película, Texasville. Durante el resto de la década de los años 90 continuó apareciendo en películas para televisión y en episodios de series de televisión entre los que destacan Blossom, Murder, She Wrote, The Love Boat, Tales from the Crypt, ER y Touched by an Angel.
En sus últimos años, no incursionó mucho en el cine. En 2001 tuvo una breve intervención en la película Jeepers Creepers e interpretó a Zandra en la serie Will y Grace y a la entrometida señora Bink en la comedia 7th Heaven.

### Fallecimiento
Brennan falleció el 28 de julio de 2013 en un hogar de retiro en Burbank, California, debido a complicaciones de un cáncer de vejiga. Tenía 80 años.

## Filmografía

### Cine y televisión
| Año  | Título                                                  | Papel                    | Notas                                                                           |
| ---- | ------------------------------------------------------- | ------------------------ | ------------------------------------------------------------------------------- |
| 1966 | The Star Wagon                                          | Hallie                   | TV                                                                              |
| 1967 | Divorce American Style                                  | Eunice Tase              |                                                                                 |
| 1967 | NET Playhouse                                           | N/D                      | Serie de TV (1 episodio)                                                        |
| 1968 | Rowan & Martin's Laugh-in                               | Ejecutante regular       |                                                                                 |
| 1970 | El fantasma y la señora Muir                            | Paula Tardy              | Serie de TV (1 episodio)                                                        |
| 1970 | The Most Deadly Game                                    | Alice                    | Serie de TV (1 episodio)                                                        |
| 1971 | La última película                                      | Genevieve                |                                                                                 |
| 1972 | All in the Family                                       | Angelique McCarthy       | Serie de TV (1 episodio)                                                        |
| 1972 | McMillan & Wife                                         | Dora                     | Serie de TV (1 episodio)                                                        |
| 1972 | Playmates                                               | Amy                      | Telefilm                                                                        |
| 1973 | Jigsaw                                                  | N/D                      | Serie de TV (1 episodio)                                                        |
| 1973 | Espantapájaros                                          | Darlene                  |                                                                                 |
| 1973 | The Blue Knight                                         | Glenda                   | TV                                                                              |
| 1973 | El golpe                                                | Billie                   |                                                                                 |
| 1974 | Come die with me                                        | Mary Thatcher            |                                                                                 |
| 1974 | Wide World Mystery                                      | Mary                     | Serie de TV (1 episodio)                                                        |
| 1974 | Nourish the Beast                                       | Baba Goya                | Telefilm                                                                        |
| 1974 | Una señorita rebelde                                    | Sra. Walker              |                                                                                 |
| 1975 | Insight                                                 | Carol Harris             | Serie de TV (1 episodio)                                                        |
| 1975 | At Long Last Love                                       | Elizabeth                |                                                                                 |
| 1975 | La casa de mi padre                                     | Sra. Lindholm            | Telefilm                                                                        |
| 1975 | Knuckle                                                 | Amante de Delafield      | aka Born Wild                                                                   |
| 1975 | The Night That Panicked America                         | Anne Muldoon             | Telefilm                                                                        |
| 1975 | Barnaby Jones                                           | Anita Willson            | Serie de TV (1 episodio)                                                        |
| 1975 | Kojak                                                   | Julie Lowring            | Serie de TV (1 episodio)                                                        |
| 1975 | Hustle (Destino fatal)                                  | Paula Hollinger          |                                                                                 |
| 1976 | Un cadáver a los postres                                | Tess Skeffington         |                                                                                 |
| 1977 | The Death of Richie                                     | Carol Werner             | Telefilm                                                                        |
| 1977 | All That Glitters                                       | Ma Packer                | Serie de TV (1 episodio)                                                        |
| 1977 | The Last of the Cowboys                                 | Penelope Pearson         |                                                                                 |
| 1978 | Black Beauty (Belleza negra)                            | Annie Gray               | Miniserie                                                                       |
| 1978 | Fiebre Musical (FM)                                     | Madre                    |                                                                                 |
| 1978 | The Cheap Detective                                     | Betty DeBoop             |                                                                                 |
| 1978 | Visions                                                 | Fan del show de Kosko    | Serie de TV (1 episodio)                                                        |
| 1979 | 13 Queens Boulevard                                     | Felicia Winters          | Serie de Tv (9 episodios)                                                       |
| 1979 | When she was bad                                        | Mary Jensen              | Telefilm                                                                        |
| 1979 | My old man                                              | Marie                    | Telefilm                                                                        |
| 1979 | A New Kind of Family                                    | Kit Flanagan             | Serie de TV (11 episodios)                                                      |
| 1980 | Private Benjamin                                        | Capitana Doreen Lewis    | Nominada al Oscar como mejor actriz de reparto.                                 |
| 1981 | When the Circus came to Town                            | Jessy                    | Telefilm                                                                        |
| 1981 | Taxi                                                    | Sra. Mackenzie           | Serie de TV (1 episodio)                                                        |
| 1981 | Incidente en Crestridge                                 | Sara Davis               | Telefilm                                                                        |
| 1981 | Private Benjamin                                        | Capitana Doreen Lewis    | Serie de televisión por la cual fue acreedora al premio Emmy y al Globo de Oro. |
| 1982 | American Playhouse                                      | Millworker               | Serie de TV (1 episodio)                                                        |
| 1982 | Pandemonium                                             | Madre de Candy           |                                                                                 |
| 1983 | The Funny Farm                                          | Gail Corbin              |                                                                                 |
| 1984 | Vacaciones en el mar                                    | Helen Forster            | Serie de TV (2 episodios)                                                       |
| 1985 | La historia de los blancos en América                   | N/D                      | TV                                                                              |
| 1985 | El cuarto Rey Mago                                      | Judith                   | Telefilm                                                                        |
| 1985 | Off the Rack                                            | Kate Halloran            | Serie de TV (7 episodios)                                                       |
| 1985 | El juego de la sospecha/¿Quién es el culpable?          | Sra. Peacock             |                                                                                 |
| 1986 | La historia de los blancos en América: Volumen 2        | N/D                      | TV                                                                              |
| 1986 | Babes in Toyland                                        | Sra. Piper/Viuda Hubbard | Telefilm                                                                        |
| 1987 | Pacto mortal                                            | Sylvia                   | Telefilm                                                                        |
| 1987 | Magnum P.I.                                             | Brenda Babcock           | Serie de TV (1 episodio)                                                        |
| 1988 | Dedos pegajosos                                         | Stella                   |                                                                                 |
| 1988 | Las nuevas aventuras de Pippi Calzaslargas              | Srta. Bannister          |                                                                                 |
| 1988 | Rented Lips                                             | Asistente del hotel      |                                                                                 |
| 1988 | CBS Summer Playhouse                                    | Siobhan Owens            | Serie de TV (1 episodio)                                                        |
| 1988 | Going to the Chapel                                     | Maude                    |                                                                                 |
| 1989 | Tenías que ser tú                                       | Judith                   |                                                                                 |
| 1989 | Newhart                                                 | Corinne Denby            | Serie de TV (2 episodios)                                                       |
| 1990 | Gravedale High                                          | Srta. Dirge              | Serie de TV animada (2 episodios)                                               |
| 1990 | Stella                                                  | Sra. Wilkerson           |                                                                                 |
| 1990 | Blossom                                                 | Agnes                    | Telefilm                                                                        |
| 1990 | The Ray Bradbury Theater                                | Sra. Annabelle Shrike    | Serie de TV (episodio Touched with Fire)                                        |
| 1990 | Texasville                                              | Genevieve Morgan         |                                                                                 |
| 1990 | Pasión sin barreras                                     | Judy                     |                                                                                 |
| 1991 | Blossom                                                 | Agnes                    | Serie de TV (4 episodios)                                                       |
| 1991 | Treintaytantos                                          | Margaret Weston          | Serie de Tv (1 episodio)                                                        |
| 1991 | Intenciones asesinas                                    | Charlotte                | Telefilm                                                                        |
| 1991 | American Dreamer                                        | N/D                      | Serie de TV (1 episodio)                                                        |
| 1991 | Joey takes a cab                                        | N/D                      |                                                                                 |
| 1992 | Coraje de mujer                                         | Vicky Martin             | Telefilm                                                                        |
| 1992 | Simplemente por amor                                    | Frieda                   |                                                                                 |
| 1992 | Home Improvement                                        | Wanda                    | Serie de TV (1 episodio)                                                        |
| 1993 | Recycle Rex                                             | Rose                     | Corto                                                                           |
| 1993 | Dulce asesinato                                         | Martha Catlin            | Telefilm                                                                        |
| 1993 | Tribeca                                                 | Claudia                  | Serie de TV (1 episodio)                                                        |
| 1993 | Barra libre                                             | Dina                     | Serie de TV (1 episodio)                                                        |
| 1993 | Bonkers                                                 | Lilith DuPrave           | Serie de TV (4 episodios)                                                       |
| 1993 | Previous Victims                                        | Minnie Gray              | Telefilm                                                                        |
| 1993 | Cuentos de la cripta                                    | Ruth                     | Serie de TV (1 episodio) "Hasta que la muerte nos separe"                       |
| 1994 | Mi nombre es Kate                                       | Barbara Mannix           | Telefilm                                                                        |
| 1994 | Se ha escrito un crimen                                 | Loretta Lee              | Serie de TV (2 episodios)                                                       |
| 1994 | El segundo primo de Nunzio                              | Sra. Randazzo            | Corto                                                                           |
| 1994 | En busca del Doctor Seuss                               | La villana Quien         | Telefilm                                                                        |
| 1994 | Última escapada                                         | Sada                     | Telefilm                                                                        |
| 1995 | Walker, Ranger de Texas                                 | Joelle                   | Serie de TV (1 episodio) "Mean streets"                                         |
| 1995 | El callejón del trueno                                  | Irma                     | Serie de TV (1 episodio)                                                        |
| 1995 | Freaky Friday (Qué desmadre de hija / Viernes de miedo) | Directora Handel         | Telefilm                                                                        |
| 1995 | Reckless                                                | Hermana Margaret         |                                                                                 |
| 1995 | Rastro de lágrimas                                      | Clara                    | Telefilm                                                                        |
| 1996 | Si las paredes hablasen                                 | Tessie                   | TV (Segmento "1996")                                                            |
| 1996 | ER                                                      | Betty                    | Serie de TV (3 episodios)                                                       |
| 1997 | Boy's Life 2                                            | Sra. Randozza            | Segmento "El segundo primo de Nunzio"                                           |
| 1997 | Changing Habits                                         | Madre superiora          |                                                                                 |
| 1997 | El hada de los dientes                                  | Joe                      | Telefilm                                                                        |
| 1997 | El secreto de Verónica                                  | Grammy Anderson          | Serie de TV (1 episodio)                                                        |
| 1998 | Nash Bridges                                            | Loretta Bettina          | Serie de TV (1 episodio)                                                        |
| 1998 | Loco por ti                                             | Inspector # 10           | Serie de TV (1 episodio)                                                        |
| 1998 | Pants on Fire                                           | Mamá                     |                                                                                 |
| 1999 | The Last Great Ride                                     | Pamela "Mimi" Applegate  |                                                                                 |
| 1999 | Tocados por un ángel                                    | Dolores                  | Serie de TV (1 episodio) "El último día del resto de tu vida"                   |
| 2000 | Moonglow                                                | N/D                      |                                                                                 |
| 2000 | The Fearing Mind                                        | Madre de Irene           | Serie de TV (1 episodio)                                                        |
| 2001 | Jeepers Creepers                                        | Señora de los gatos      |                                                                                 |
| 2002 | Arli$$                                                  | N/D                      | Serie de TV (1 episodio)                                                        |
| 2002 | Comic Book Villains                                     | Sra. Cresswell           | Vídeo                                                                           |
| 2003 | Lizzie McGuire                                          | Marge                    | Serie de TV (1 episodio)                                                        |
| 2003 | Dumb Luck                                               | Minnie Hitchcock         |                                                                                 |
| 2003 | Strong Medicine                                         | Evelyn Knightly          | Serie de TV (1 episodio)                                                        |
| 2003 | Cheaper by the Dozen                                    | Sra. Drucker             | Sin acreditar (Aparece en las escenas eliminadas en el DVD)                     |
| 2004 | The Hollow                                              | Joan Van Etten           | Directa a vídeo                                                                 |
| 2005 | Los magnates del sexo                                   | Sra. Cherkiss            |                                                                                 |
| 2005 | Miss Simpatía 2: armada y fabulosa                      | Carol Fields             |                                                                                 |
| 2006 | 7th Heaven                                              | Gladys Bink              | Serie de TV (9 episodios)                                                       |
| 2006 | Will y Grace                                            | Zandra                   | Serie de TV (6 episodios)                                                       |
| 2007 | Peanut Butter                                           | Agnes                    |                                                                                 |
| 2009 | Los Reyes de Appletown                                  | Tía Birdy                |                                                                                 |
| 2011 | Naked Run                                               | Gram Malone              |                                                                                 |

## Premios y nominaciones
Premios Óscar
| Año  | Categoría               | Película         | Resultado |
| ---- | ----------------------- | ---------------- | --------- |
| 1981 | Mejor actriz de reparto | Private Benjamin | Nominada  |

Premios BAFTA
| Año  | Categoría               | Película           | Resultado |
| ---- | ----------------------- | ------------------ | --------- |
| 1973 | Mejor actriz de reparto | La última película | Nominada  |

Premios Emmy
| Año  | Categoría                                  | Trabajo             | Resultado |
| ---- | ------------------------------------------ | ------------------- | --------- |
| 2004 | Mejor actriz invitada - Serie de comedia   | Will & Grace        | Nominada  |
| 1991 | Mejor actriz invitada - Serie dramática    | Treintaytantos      | Nominada  |
| 1989 | Mejor actriz invitada - Serie de comedia   | Newhart             | Nominada  |
| 1983 | Mejor actriz de reparto - Serie de comedia | La recluta Benjamín | Nominada  |
| 1981 | Mejor actriz de reparto - Serie de comedia | La recluta Benjamín | Ganadora  |
| 1981 | Mejor actriz en Serie dramática            | Taxi                | Nominada  |

Globo de oro
| Año  | Categoría                                     | Película            | Resultado |
| ---- | --------------------------------------------- | ------------------- | --------- |
| 1983 | Mejor actriz de serie de TV-Comedia o musical | La recluta Benjamín | Nominada  |
| 1982 | Mejor actriz de serie de TV-Comedia o musical | La recluta Benjamín | Ganadora  |

Premios Golden Raspberry
| Año  | Categoría              | Película                                   | Resultado |
| ---- | ---------------------- | ------------------------------------------ | --------- |
| 1989 | Peor actriz de reparto | Las nuevas aventuras de Pippi Calzaslargas | Nominada  |